# Frank Knight
Frank Knight (anglès: Frank Hyneman Knight)  (comtat de McLean, 7 de novembre de 1885 - Chicago, 15 d'abril de 1972) va ser un important economista de la primera meitat del segle XX.
Va néixer al si d'una devota família cristiana de grangers. Mai va completar la secundària, però va ser admès a la «American University» de Tennessee el 1905. Es va graduar el 1911 al Milligan College. A la Universitat de Tennessee el 1913 va obtenir un BS (Bachelor of Science) i un MA (Master of Arts) (aquest últim en alemany). Es va traslladar a la Universitat Cornell per fer estudis de doctorat. La seva matèria d'estudi principal va ser en principi filosofia, però aviat la va canviar per economia. Va estudiar amb Alvin Johnson i Allyn Young, els quals van supervisar la seva tesi, que va ser llegida el 1916 amb el títol Cost, valor i benefici, en la qual va distingir acuradament entre risc econòmic i incertesa. El 1921, Knight la revisaria per publicar-la amb el seu títol més conegut: Risc, incertesa i benefici.
El «Vell Magnífic» de Chicago, Frank H. Knight va ser un dels economistes més eclèctics del segle i potser el més profund pensador i més erudit que l'economia estatunidenca hagi produït. Juntament amb Jacob Viner, Knight va presidir el Departament d'Economia a la Universitat de Chicago des de la dècada dels vint fins a finals dels quaranta, i va tenir un paper central a forjar el caràcter d'aquell departament que va ser comparable només a la titularitat de Schumpeter a Harvard o la de Lionel Robbins a la London School of Economics.
Un dels seus deixebles espanyols més destacats va ser el catedràtic en economia Fermín de la Sierra, que va estudiar amb ell el 1946.